# Sury-près-Léré
Sury-près-Léré è un comune francese di 574 abitanti situato nel dipartimento del Cher, nella regione del Centro-Valle della Loira.

## Società

### Evoluzione demografica
Abitanti censiti